# 中国龙江森林工业集团

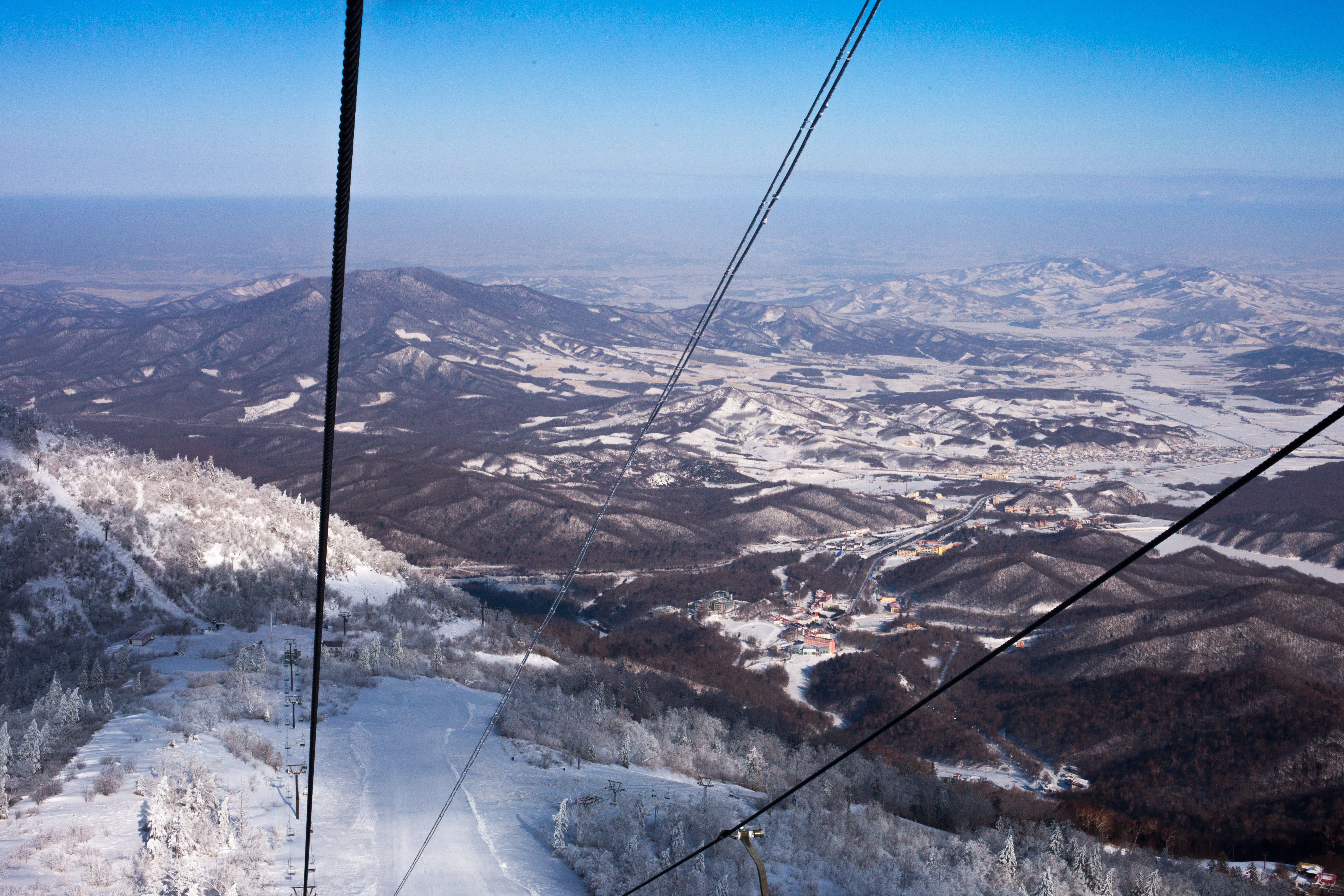
龙江森工所属的亚布力滑雪旅游度假区。

中国龙江森林工业集团有限公司，简称龙江森工，是黑龙江省人民政府直属的一家主要从事国有重点林区开发建设的大型国有企业。
黑龙江省森工林区是中国最大的重点国有林区和森林工业基地，共辖40个林业局、627个林场（所）。处级以上企事业单位140个。人口167万人，职工35.9万人。占地10.098万平方千米，有林地面积8.58万平方千米。

## 历史
1962年11月，国家林业部在哈尔滨设立林业部直辖的东北林业总局。1967年9月，森林工业下放地方，由省直管，组建黑龙江省林业总局。1983年4月，黑龙江省林业总局更名为黑龙江省森林工业总局，与新组建的黑龙江省林业厅并列互不隶属。1991年10月，试点企业集团改革，成立中国龙江森林工业集团和中国龙江森林工业（集团）总公司。1995年11月，中国龙江森工集团和中国龙江森工（集团）总公司挂牌，保留黑龙江省森林工业总局牌子，实行一个机构两块牌子。改革前，黑龙江省森林工业总局机关承担相当于设区市级人民政府的行政职能。黑龙江省森林工业总局下辖4个林业管理局、40个林业局。
2018年6月30日，全民所有制企业中国龙江森工集团（黑龙江森工总局）撤销改制，国有独资企业中国龙江森工集团有限公司正式挂牌成立。原属森工总局的伊春林业管理局脱离集团管理，单独组建黑龙江伊春森工集团有限责任公司。2020年，森工集团2151项政府行政权力分别移交43个省直部门、8个地市、18个县（市、区）。整体移交林业公安机构29家、4273人。在办社会职能改革方面，已撤销各类事业单位82家。43家事业单位1400人移交省直厅局和属地。

## 机构设置
根据有关规定，中国龙江森林工业集团有限公司设置（控股）下列机构（企业）：

### 总部机构
- 综合办公室
- 纪委（副厅级）
- 党委组织部（机关党委）
- 党委宣传部
- 战略发展部
- 财务部
- 审计部
- 森林经营管理部
- 森林生态建设部
- 森林防火与安全生产部
- 天然林资源保护办公室
- 工业及工程建设部
- 森林资源管理部
- 政策研究室
- 工会（团委）
- 林产工业部
- 野生动植物与保护地管理部
- 人力资源部
- 经营管理部

### 分公司
- 中国龙江森林工业集团有限公司牡丹江林区分公司[註 3]
- 中国龙江森林工业集团有限公司松花江林区分公司[註 4]
- 中国龙江森林工业集团有限公司合江林区分公司[註 5]

### 直属事业单位
- 中国龙江森林工业集团工程质量监督总站
- 黑龙江省林业设计研究院
- 黑龙江林业报社
- 平山旅游区管理局
- 黑龙江省林业设计研究院
- 牡丹江林业勘察设计院
- 松花江林业勘察设计院
- 黑龙江省合江林业勘察设计院
- 中国龙江森林工业集团森林消防总队
- 长岗实验林场

直属高等学校
- 黑龙江林业职业技术学院
- 黑龙江生态工程职业技术学院
- 松花江林区开放大学
- 牡丹江林区开放大学

直属其他学校
- 黑龙江林业高级技工学校
- 黑龙江省林业卫生学校
- 黑龙江省合江林区教师进修学校
- 黑龙江省合江林业干部学校
- 松花江林业干部学校

### 直属（控股）企业
- 龙江森工森林食品集团有限公司
- 龙江森工海外集团有限公司
- 龙江森工投资集团有限公司
- 龙江森工众创集团有限公司
- 黑龙江亚布力亚雪旅游集团有限公司
- 森工小额贷款有限公司
- 森工融资担保有限公司